# گادیوک گوجوسان
پادشاه گادیوک سی و ششمین پادشاه گیجا چوسان بود. او از سال ۳۴۲ قبل از میلاد تا ۳۱۵ قبل از میلاد سلطنت کرد. نام واقعی او هو (هانگول: 후  هانجا: 詡) بود. بعد از او سامنو گوجوسان به سلطنت رسید.